# Municipio de Quintana Roo
El municipio de Quintana Roo, homónimo del estado mexicano, es uno de los 106 municipios del estado mexicano de Yucatán. Su cabecera municipal es la localidad también homónima de Quintana Roo.

## Toponimia
El nombre del municipio fue puesto en honor al patriota don Andrés Quintana Roo, prócer de la independencia de México, al igual que se hizo con el cercano estado de Quintana Roo en el oriente de la península de Yucatán.

## Colindancia
Es un municipio pequeño, ubicado en la región centro poniente del estado. Limita con los siguientes municipios: al norte con Cenotillo; al sur con Dzitás; al oriente con  también con Dzitás y al poniente con Tunkás.

## Datos históricos
El territorio que hoy ocupa el municipio de Quintana Roo en Yucatán formó parte del cacicazgo Cupul en la época prehispánica.
El 18 de agosto de 1871, al rancho Hobchén, del municipio de Dzitás, se le otorga la categoría de pueblo con el nombre de Quintana Roo, mucho antes de que ese mismo nombre fuera asignado primero al territorio y después al estado homónimo.
El 30 de diciembre de 1931 es decretada su condición de municipio libre.

## Economía
Se cultiva el maíz y el frijol. Se tienen crianzas de ganado bovino y porcino.

## Atractivos turísticos
- El templo católico de Santa Cruz construido en el siglo XVIII.
- El municipio cuenta con atractivos vestigios arqueológicos mayas: Xmeeck, Xuilib, Chabnul, Monte verde y Sahcabechén.
- Del 29 de abril al 3 de mayo se lleva a cabo la fiesta tradicional del pueblo en honor de la Santa Cruz.
- El 25 de junio, la fiesta en honor de San Cristóbal.

En todas estas festividades se organizan procesiones y vaquerías

## Localidades
- Dzulutok